# Cacia latefasciata
Cacia latefasciata är en skalbaggsart som beskrevs av Stefan von Breuning 1947. Cacia latefasciata ingår i släktet Cacia och familjen långhorningar.
Artens utbredningsområde är Filippinerna. Inga underarter finns listade.